# Psi2 Aurigae
Pour les articles homonymes, voir Psi Aurigae.
Désignations
Psi2 Aurigae (en abrégé ψ2 Aur) est une étoile géante de la constellation boréale du Cocher. Elle est visible à l'œil nu avec une magnitude apparente de 4,79.

## Environnement stellaire
L'étoile présente une parallaxe annuelle de 8,09 ± 0,13 mas telle que mesurée par le satellite Gaia, ce qui permet d'en déduire qu'elle est distante de 123,6 ± 2,0 pc (∼403 al) de la Terre. À cette distance, sa magnitude est diminuée de 0,07 en raison de l'extinction créé par la matière interstellaire présente sur le trajet de sa lumière. Elle s'éloigne également du Système solaire à une vitesse radiale héliocentrique de +16 km/s.
L'étoile possède deux compagnons de 11e et 13e magnitudes recensés dans les catalogues d'étoiles doubles et multiples. Ils apparaissent être des doubles purement optiques, dont la proximité avec Psi2 Aurigae n'est qu'une coïncidence.

## Propriétés
Psi2 Aurigae est généralement classée comme une étoile géante rouge de type K, le catalogue Perkins lui donnant un type spectral de K2- III. Cependant, une étude de 2003 lui a attribué un type spectral de K3 Iab:, ce qui suggérerait plutôt qu'elle serait une supergéante rouge. Le rayon de l'étoile est environ 25 fois plus grand que le rayon solaire. Elle est 225 fois plus lumineuse que le Soleil et sa température de surface est de 4 410 K.

## Nomenclature
ψ2 Aurigae, latinisé en Psi2 Aurigae, est la désignation de Bayer de l'étoile. Elle porte également la désignation de Flamsteed de 50 Aurigae.
Elle était l'étoile la plus brillante de la constellation désormais obsolète du Télescope de Herschel.